# نشانه ایوارت
نشانهٔ ایوارت (انگلیسی: Ewart's sign) یافته‌ای در معاینه بالینی بیمارانی است که حجم قابل توجهی مایع در اطراف قلب‌شان جمع شده است. (افیوژن پریکارد).
صدای نامشخص و مبهم در دق (کیفیت این صدا را «چوبی» توصیف کرده‌اند) و همچنین صداهای ریوی گُنگ در زاویه کتف چپ در صورت فشردگی لُب تحتانی چپ ریه یا وجود مایع زیاد شنیده می‌شود که ممکن است منجر به آتلکتازی شوند.
این نشانهٔ بالینی را نخستین بار ویلیام ایوارت در سال ۱۸۹۶ توصیف کرد.